# Amandelboom
De amandelboom (Prunus amygdalus; van 1967 tot 2017 bij veel auteurs Prunus dulcis) is een plant uit de rozenfamilie waarvan de steenvrucht als 'amandel' wordt gewonnen. De boom groeit als een kleine loofboom. De soort wordt wel in de sectie Amygdalus van het geslacht Prunus geplaatst.

## Beschrijving

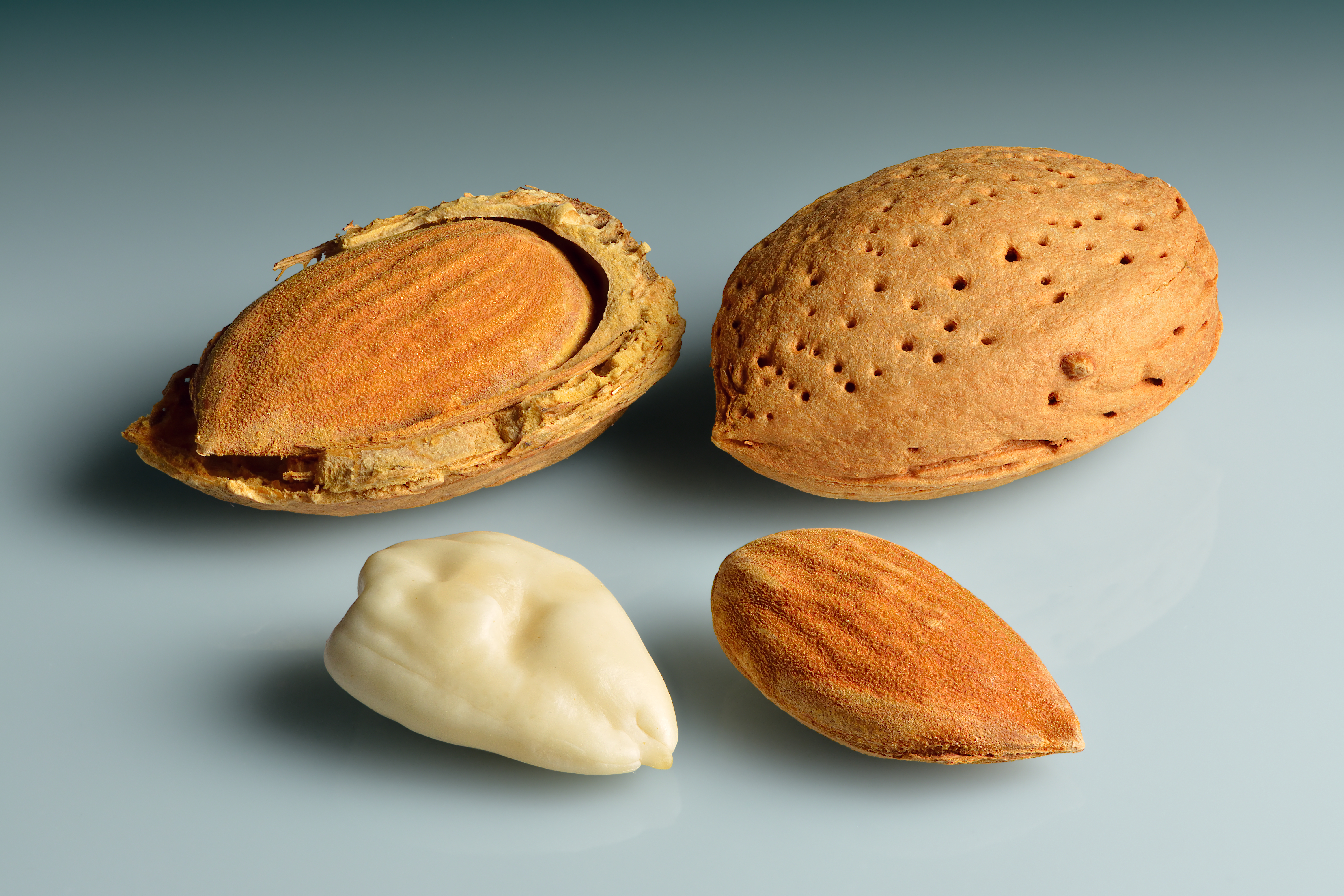

De amandelboom is een kleine bladverliezende loofboom die van nature in bergachtige gebieden groeit, meestal tussen 700 en 1700 meter hoogte. De boom gedijt het best op zonnige hellingen op rotsachtige bodem in een mediterraan klimaat met warme droge zomers en milde, natte winters. De optimale temperatuur voor hun groei is tussen 15 en 30°C.
De boom wordt gemiddeld 4 tot 10 meter hoog, in uitzonderlijke gevallen 12 meter. De stam wordt maximaal 30 cm in diameter. De jonge twijgen zijn eerst groen, maar worden paars- tot bruinachtig wanneer ze worden blootgesteld aan zonlicht. In hun tweede levensjaar worden de takken grijsachtig.
De bladeren zijn 7,5 tot 12,5 cm lang en 1 à 2,5 cm breed en hebben een getande rand en een bladsteel van circa 2,5 cm. Er zijn twee mogelijkheden waarop de bladeren gerangschikt kunnen zijn. Aan takken ouder dan een jaar staan de bladeren meestal afwisselend aan de stengel, op jonge scheuten staan ze dichter bij elkaar en vaak geconcentreerd in clusters. De bladeren zijn onderverdeeld in bladsteel en bladschijf. De kale bladsteel heeft 2 à 4 afgeronde nectarklieren aan zijn boveneinde. De bladschijf is lancetvormig tot elliptisch-lancetvormig, naar het einde toegespitst. De basis van de bladschijf is wigvormig tot rond. Het bladoppervlak van jonge bladeren heeft aanvankelijk een lichte, zachte beharing die later verdwijnt.
De boom bloeit uitbundig in het vroege voorjaar, wanneer ze nog geen bladeren heeft gevormd. De tweeslachtige bloem is wit tot lichtroze en heeft een diameter van 3 tot 5 cm en vijf kroonbladeren en een dubbel bloembekleedsel (periant). De cilindrische bloembeker (hypanthium) is van buiten kaal, 6 tot 8 mm lang en 3 tot 5 millimeter dik. De bloem bevat een grote hoeveelheid nectar. Veel insecten, met name bijen, worden hierdoor aangetrokken en dragen zo bij aan de bestuiving. De kale bloemstengel is aanvankelijk 3 tot 4 millimeter lang, en wanneer de vruchten rijpen neemt deze toe tot 4 à 10 millimeter.
De amandelboom vormt steenvruchten waarin een amandel zich ontwikkelt. Gemiddeld geeft ongeveer 20% van de bloemen een noot. Dit percentage is onder meer afhankelijk van weersomstandigheden, beschikbaarheid van bijen, ziekten en de gezondheid van de boom. De weersomstandigheden zijn daarbij de belangrijkste factor. 7–8 maanden na de bloei zijn de amandelen rijp. Zodra de amandel rijp is, barst de steenvrucht open. Het oogsten gebeurt door, al dan niet machinaal, de bomen te schudden.
De amandelboom is diploïde met een chromosoomaantal van 2n = 16.

## Verspreiding en cultivering
Het natuurlijke verspreidingsgebied loopt van de Levant over Noord en Oost-Anatolië, het zuidelijk deel van de Kaukasus, Noord-Irak, Iran tot Zuid-Turkmenistan, Kirgizië en Oezbekistan. Het is echter moeilijk met het blote oog onderscheid maken tussen wilde en verwilderde exemplaren.
De teelt van amandelen stelt bijzondere eisen aan de leefomstandigheden van de amandelboom. Naast een geschikte bodem is met name de beschikbaarheid van water bepalend, maar ook is een mediterraan klimaat nodig. De beschikbaarheid van voldoende water is belangrijker dan die van mest of kunstmest. In Europa worden amandelen vooral gekweekt in Spanje, met name in de regio’s Catalonië, Valencia, Murcia, Andalusië, Aragón en op de Balearen is het in het vroege voorjaar een opvallend bloeiende boom op de talrijke plantages. Een kleinere producent is Italië.
Vanaf het derde levensjaar kan de boom vrucht dragen, maar het duurt omstreeks 8 jaar voordat een amandelboom volwassen is. Daarna blijven ze ongeveer 20 jaar op maximaal niveau produceren, waarna de productie afneemt.

## Systematiek
De amandelboom kreeg in 1753 van Linnaeus in Species plantarum de wetenschappelijke naam Amygdalus communis. Voor de naam 'Amygdalus' verwees hij naar de Pinax van Gaspard Bauhin. De soort werd in 1801 door August Batsch voor het eerst in het geslacht Prunus geplaats. In dat geslacht was de naam Prunus communis niet beschikbaar omdat die in 1778 al door William Hudson was vergeven aan een taxon waaronder hij ook de pruim (Prunus domestica) schaarde. Batsch gaf de soort daarop de naam Prunus amygdalus, waarbij 'amygdalus' de oude geslachtsnaam is en dus als een niet vervoegbaar zelfstandig naamwoord moet worden behandeld. In 1768 had Philip Miller intussen de naam van wat volgens hem een tweede amandelsoort was, gepubliceerd: Amygdalus dulcis. Amygdalus communis van Linnaeus noemde hij als de eerste soort. Pas in 1967 werd door David Allardice Webb de combinatie Prunus dulcis voor de amandel gepubliceerd, ervan uitgaande dat Amygdalus dulcis niet meer was dan een synoniem van Amygdalus communis, en dus een voor die soort beschikbare naam. Het epitheton dulcis (1768) is ouder dan amygdalus (1801) en zou dan dus prioriteit hebben. Webb merkte wel op dat het spijtig was dat een soort die al 165 jaar bekend was als Prunus amygdalus nu op grond van de prioritietsregel een nieuwe naam moest krijgen. Later bleek echter dat de naam Prunus dulcis door L'Abbé Rouchy in een in 1878 verschenen publicatie al was gebruikt voor een kers en dus in 1967 ook al niet meer beschikbaar was voor de amandel. De oudste geldige combinatie in Prunus is dus Prunus amygdalus.
De amandelboom wordt binnen het geslacht Prunus door sommige auteurs in het ondergeslacht Amygdalus geplaatst, dat soms ook wel als afzonderlijk geslacht Amygdalus wordt opgevat, waarbij de geldige naam dan weer Amygdalus communis L. is.

### Variëteiten
De soort Prunus amygdalus wordt onderverdeeld in ten minste drie variëteiten:
- Prunus amygdalus var. dulcis, met zoet smakende zaden
- Prunus amygdalus var. fragilis (Borkh.), met zoet smakende zaden in een dunne broze schil
- Prunus amygdalus var. amara (DC.), met een bittere smaak, giftig, zelfs in kleine hoeveelheden. Bittere amandelen bevatten het gif amygdaline, waaruit door het enzym β-glucosidase zeer giftig waterstofcyanide (HCN) kan worden gevormd.

## Ziekten en plagen
De amandelboom is gevoelig voor een aantal schimmels, waaronder Stigmina carpophila en Podosphaera pannosa. Ook mozaïekvirussen kunnen de plant aantasten.
Op de bladeren leven de bladkever Mimastra cyanura en de snuitkever Myllocerus laetivirens.
De wortels kunnen aangevreten worden door prachtkevers. Waarschijnlijk functioneert het prunasine in de wortels als afweer hiertegen.

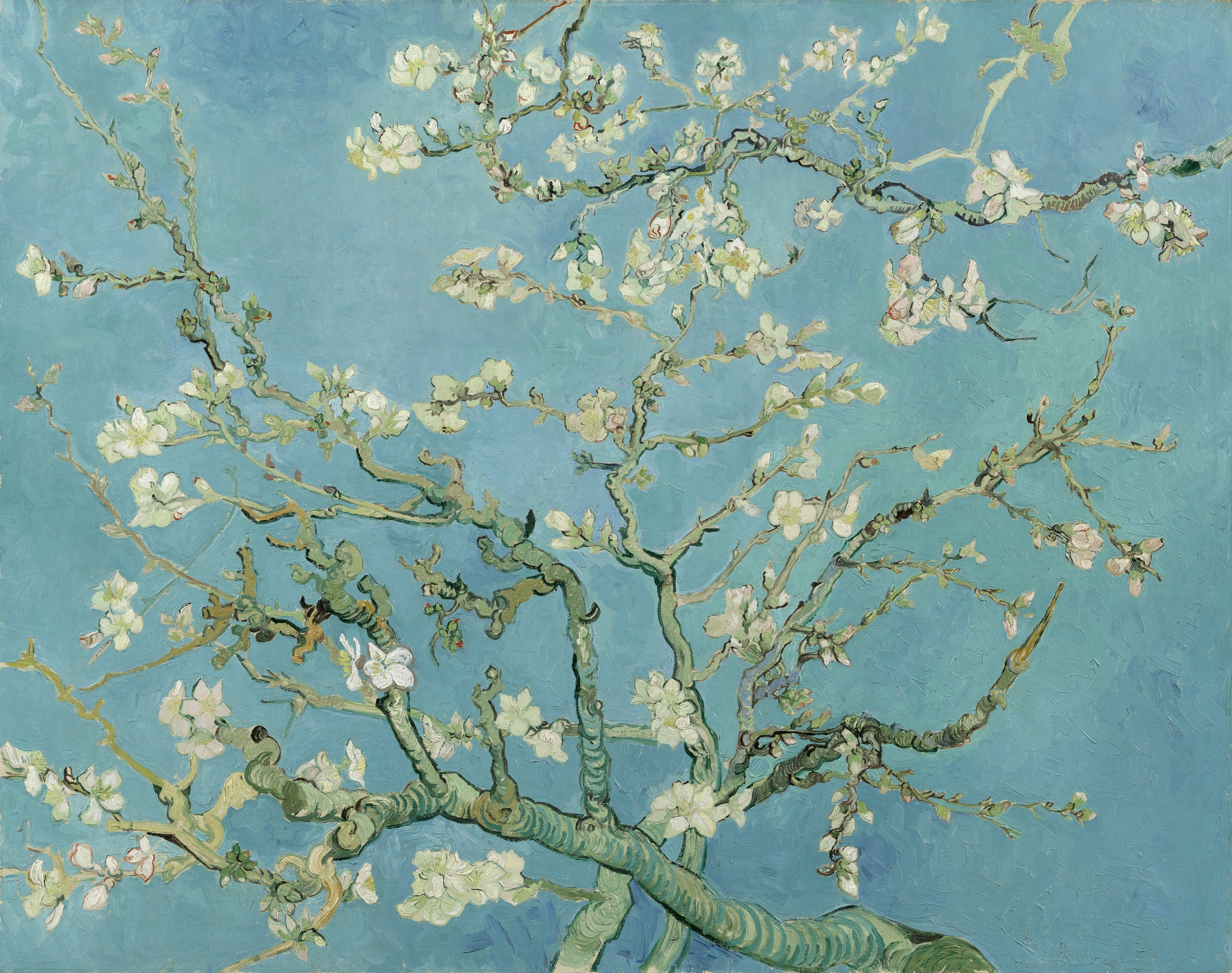
Amandier en fleurs, geschilderd door Vincent van Gogh

... · 
P. amygdalus (Amandel) ·
P. armeniaca (Abrikoos) · 
P. avium (Zoete kers) · 
P. cerasifera (Kerspruim) · 
P. cerasus (Zure kers) · 
P. domestica (Pruim) · 
P. incisa (Fujikers) · 
P. insititia (Kroosje) · 
P. itosakura · 
P. laurocerasus (Laurierkers) · 
P. maackii · 
P. mahaleb (Weichselboom) · 
P. mume (Japanse abrikoos) · 
P. padus (Gewone vogelkers) · 
P. persica (Perzik) · 
P. salicina × armeniaca (Pluot) · 
P. serrulata (Japanse sierkers) · 
P. serotina (Amerikaanse vogelkers) · 
P. sibirica · 
P. spinosa (Sleedoorn) · 
P. ×syriaca (Mirabel) · 
P. ×yedoensis  · 
...